# Euthanasiezaak-Eluana Englaro
Eluana Englaro (Lecco, 25 november 1970 - Udine, 9 februari 2009) was een Italiaanse vrouw die vooral bekendheid genoot vanwege de strijd die haar vader, Beppino Englaro, heeft gevoerd rond het uitvoeren van euthanasie.

## Coma
In januari 1992 raakte Englaro in een onomkeerbare coma ofwel coma vigil, na een zwaar auto-ongeluk. De hoogste rechter in Italië heeft in november 2008 toestemming gegeven om de kunstmatige voeding te staken. Na de uitspraak van de rechter was Englaro onderwerp van heftige discussies in Italië tussen voor- en tegenstanders van euthanasie. Ook het Vaticaan, dat in Italië veel invloed heeft, bemoeide zich met de zaak. De Italiaanse minister van Volksgezondheid Maurizio Sacconi verbood alle ziekenhuizen, op straffe van stopzetten van financiering, Englaro op te nemen.
Na lang zoeken vond de vader van Eluana een privéziekenhuis, dat niet afhankelijk is van staatssteun, in Udine bereid om haar op te nemen en de kunstmatige voeding te stoppen. Daar is zij op 9 februari 2009 overleden. Ze is 38 jaar geworden en lag al meer dan 17 jaar in coma. Om 20.10 uur overleed ze aan een hartstilstand veroorzaakt door vochttekort, terwijl er op dat moment een debat in de senaat gaande was over een spoedwet om euthanasie alsnog bij wet te regelen (lees: verbieden), nadat president Giorgio Napolitano een eerder decreet met dezelfde strekking van premier Silvio Berlusconi niet wilde ondertekenen, omdat hij een uitspraak van het Hooggerechtshof niet wilde doorkruisen.
Overigens heeft ook het Vaticaan zich regelmatig in deze kwestie gemengd. Zo trad Ennio kardinaal Antonelli, president van de Pauselijke Raad voor het Gezin,  voor de beschermwaardigheid van het leven van Englaro in het strijdperk. Na het overlijden van Englaro riep Javier kardinaal Lozano Barragán, president van de Pauselijke Raad voor de Gezondheidswerkers op tot het doen van een onderzoek naar de omstandigheden waaronder Englaro was overleden.